# Almost Human (film, 1927)
Ne doit pas être confondu avec la série télévisée Almost Human
Pour plus de détails, voir Fiche technique et Distribution.
Almost Human est un film américain réalisé par Frank Urson, produit par Cecil B. DeMille et William C. de Mille, sorti en 1927.

## Fiche technique
- Réalisation : Frank Urson
- Scénario : Richard Harding Davis d'après son roman The Bar Sinister
- Producteurs : Cecil B. DeMille et William C. de Mille
- Distributeur : Pathé Exchange[1]
- Photographie : Lucien Andriot
- Montage : Adelaide Cannon
- Durée : 60 minutes
- Date de sortie : 3 novembre 1927[2]

## Distribution
- Vera Reynolds : Mary Kelly
- Kenneth Thomson : John Livingston
- Majel Coleman : Cecile Adams
- Claire McDowell : Mrs. Livingston
- Ethel Wales : Katie
- Fred Walton : le docteur
- Hank : Pal, un chien
- Paul : Regent Royal, un chien
- Trixie : Maggie, un chien